# Tratado de magia (El libro de los secretos de Merlín)
Tratado de magia. El libro de los secretos de Merlín (Wizardology: The Book of the Secrets of Merlin) es un libro creado y publicado por El Templar Company plc en el Reino Unido y publicado y adaptado por el Círculo de Lectores para Hispanoamérica en 2006. El libro fue supuestamente escrito por Merlín y es el tercer libro de la serie ‘Ología.
Tratado de magia está lleno de supuestos hechizos mágicos y la información. Existen numerosos bolsillos, solapas, códigos secretos, y la búsqueda de caza oculta en todo el libro. El verdadero autor fue Dugald Steer, mientras que el libro ha sido diseñado por Nghiem Ta y las características de la obra de arte Helen Ward, Tomislav Tomic, John Howe y Anne Yvonne Gilbert. Este libro es wiccano. Sólo pueden realizar los hechizos y la información que contiene los afortunados y afortunadas que tienen los tres lunares de sangre (puntos rojos) en la mano izquierda.
He aquí sus capítulos: Dugald Steer

## Capítulos
•Capítulo I: La labor del mago 
•Capítulo II: El Mapa del Mundo 
•Capítulo III: El laboratorio del maestro mago
•Capítulo IV: Vestuario y utensilios del mago 
•Capítulo V: Hechizos
•Capítulo VI: Animales de compañía del mago 
•Capítulo VII: Colección de bichos mágicos del mago
•Capítulo VIII: Alfombras voladoras y viajes mágicos
•Capítulo IX: Pociones, transformaciones curativas y mágicas
•Capítulo X: Amuletos, talismanes, y objetos mágicos
•Capítulo XI: La adivinación y bolas de cristal
•Capítulo XII: Alquimia, astrología, y las nuevas ciencias
•Capítulo XIII: magos famosos de la historia 
•Conclusión, o el misterio de la magología revelado y oculto
- Datos: Q8028758